# تابستانی که گذراندیم
تابستانی که گذراندیم (انگلیسی: The Summer We Lived؛ ‏اسپانیایی: El verano que vivimos‎) یک فیلم عاشقانه ملودرام اسپانیایی به کارگردانی «کارلوس سِـدِس» است که در سال ۲۰۲۰ منتشر شد. از بازیگران این فیلم می‌توان به بلانکا سوآرس، آدلفا کالوو، ماریا پدراسا، خاویر ری و مرسدس سمپیترو اشاره کرد.